# يوهانس شميد
يوهانس شميد (بالألمانية: Johannes Schmid)‏ (و. 1973  م) هو مخرج أفلام، وكاتب سيناريو، ومنتج أفلام، ومخرج مسرحي، وopera director ‏ ألماني، ولد في فيلسبيبورغ.

## وصلات خارجية
- يوهانس شميد على موقع IMDb (الإنجليزية)
- يوهانس شميد على موقع ألو سيني (الفرنسية)
- يوهانس شميد على موقع أول موفي (الإنجليزية)
- يوهانس شميد على موقع قاعدة بيانات الفيلم (الإنجليزية)
- يوهانس شميد على موقع كينوبويسك (الروسية)